# Chesias rhegmatica
Chesias rhegmatica är en fjärilsart som beskrevs av Louis Beethoven Prout 1937. Chesias rhegmatica ingår i släktet Chesias och familjen mätare. Inga underarter finns listade i Catalogue of Life.